# Omenojärvi
Omenojärvi eller Omenajärvi är en sjö i Finland. Den ligger i Salo stad i landskapet Egentliga Finland, i den södra delen av landet, 80 km väster om huvudstaden Helsingfors. Omenojärvi ligger 66,1 meter över havet. Arean är 1,8 kvadratkilometer och strandlinjen är 5,66 kilometer lång. Sjön  ingår i Kisko ås och Bjärnå å huvudavrinningsområde.   I omgivningarna runt Omenojärvi växer i huvudsak barrskog.
I övrigt finns följande i Omenojärvi:
- Ruohokari (en ö)